# 特発性正常圧水頭症
特発性正常圧水頭症（とくはつせいせいじょうあつすいとうしょう,idiopathic Normal Pressure Hydrocephalus;iNPH）は、髄液の脳室内およびクモ膜下腔への貯留を認め、症状として三徴とよばれる歩行障害や認知障害、排尿障害を生じているが、髄液シャント術で症状の改善を認める症候群である。そして、クモ膜出血、髄膜炎など原因となりうる先行疾患をもたず、脳脊髄液庄が正常範囲内にどどまっているものをいう。60歳代以降に生じ、慢性の経過をたどる。ハキム病（Hakim’s disease）と呼ぶこともある。

## 歴史
特発性正常圧水頭症は高齢者で歩行障害、認知障害、排尿障害を三徴とする症候群であり、脳室拡大はあるが脳脊髄液圧は正常範囲内でシャント術で症状改善が得られる病態として、HakimとAdamsが1965年に最初に報告した。これは正常の髄液圧でありながら精神鈍麻、注意障害、精神運動遅延、歩行の不安性、尿失禁の症状を有しVAシャントにより改善した患者群の報告であった。
1970年代に日本では治療可能な認知症として非常に注目されたが、歩行障害、認知障害、排尿障害はアルツハイマー病やパーキンソン病など様々な神経変性疾患で認められ症状で鑑別が困難なこと、くも膜下出血や髄膜炎に続発する二次性正常圧水頭症と明確に区別されなかったことから、本来はシャント術の適応にならない症例に手術が行われた。そのため多くの手術無効例や手術合併症が経験されるという不幸な歴史がある。
2024年に正常圧水頭症を大人の慢性水頭症（Chronic Hydrocephalus in Adults、CHiA）に改めるという提案があった。この提案では従来の特発性正常圧水頭症はハキム病（Hakim’s disease）と呼ぶことになる。

## 疫学
日本では多くのコホート研究がなされており、有病率は0.2～3.7%であり、罹患率は年間10万人あたり120名と推定され比較的頻度の多い疾患と考えられている。しかしその多くのはその他の神経変性疾患を合併しており真の特発性正常圧水頭症は極めて稀ではないかという意見もある。

## リスクファクター
SFMBT1遺伝子多型が特発性正常圧水頭症の遺伝的リスクになる可能性が示唆されている。SFMBT1タンパク質は脳室脈絡叢の上皮細胞、脳室壁の上衣細胞、血管内皮細胞、中膜の平滑筋細胞などの局在しているため、脳脊髄液の動態に関与している可能性が示唆されている。

## 病理と病態
特発性正常圧水頭症の剖検例や生検組織の病理に関していくつかの報告があるが、特発性正常圧水頭症を特徴づける病理所見は明らかになっていない。全脳が検索された病理所見として、脳軟膜・くも膜の線維化・肥厚、くも膜顆粒の炎症性変化、脳室壁の上衣細胞の脱落、上衣下のグリオーシス、くも膜下腔の血管壁の硬化性変化や脳実質の虚血性病変、アルツハイマー病の病理変化（老人斑や神経原線維変化）など記載されているが症例ごとに様々である。
特発性正常圧水頭症を特徴づける病理所見は明らかになっていない一方で、画像所見に関してはいくつかの仮説がある。脳室拡大の機序は証明されていない。脳室の壁せん断応力や脳室壁面の線毛の脱落、その後の上衣細胞の脱落が関与していると考えられている。脈絡裂から髄液の交通がDESH構造に関わるという説もある。

## 症状
三徴とよばれる3つの特徴的な症状は歩行障害や認知障害、排尿障害であるが、全ての患者に三徴すべてがそろっているわけではない。SINPHONIのデータによると特発性正常圧水頭症患者100例のなかで歩行障害をもつものが91%、認知症状は80%、排尿障害が60%であり三徴がすべてそろっているのは51%であったという。

### 歩行障害
特発性正常圧水頭症の歩行障害は歩幅の減少（small-step gait）、足の挙上低下（magnet gait）、開脚歩行（broad-based gait）が三大特徴である
。歩行速度は低下し、不安定となる。方向転換時に特に小歩となり、かつ不安定となる。また外股で歩き、歩幅が歩行中に著明に変動することも特徴とされている。歩行開始時や狭い場所を歩くとき、方向転換時にすくみ足が顕著になることがある。パーキンソン病と異なり、号令や目印となる線などの外的なきっかけによる歩行の改善効果は少ない。脳脊髄液排除前に複数回歩行検査を行うことによる練習効果はみられない。脳脊髄液排除後、歩行速度は速くなるがこれは歩幅の改善によるところが多い。また方向転換時に要する歩数も減少する。改善の程度は、一時的な脳脊髄液排除後よりもシャント術後の方が大きい。しかし足の挙上低下や不安定性など、歩幅の改善や歩行速度と比較して改善しにくい症状もある。歩行障害の責任領域については不明であるが線条体、皮質脊髄路との関連が報告されている。

### 認知障害
特発性正常圧水頭症患者では軽症でも精神運動速度が低下し、注意機能、作動記憶（ワーキングメモリー）が障害される。また記憶障害も初期から認められるが、軽症の患者では記憶の自由再生の障害と比較すると、記憶の再認は保たれていることが多い。また語想起検査（語列挙検査）でも低下を認める。これらの特発性正常圧水頭症で障害されやすい機能は前頭葉と密接に関連する機能である。重度の特発性正常圧水頭症では、全般的な認知障害を呈するようになる。全般的な認知障害を認める患者は罹患期間が長く、重度の運動障害を認める。アルツハイマー病と比較して特発性正常圧水頭症では見当識障害と記憶障害は軽症であるが、注意障害、精神運動速度の低下、語想起能力の障害、遂行機能障害などの前頭葉機能障害が目立つ。脳脊髄液排除前に複数回認知機能検査を行っても、学習効果はみられない。特発性正常圧水頭症では手術を受けなければ全般的な認知障害が進行する。特発性正常圧水頭症の認知機能障害の発現機序に関しては不明であるが、歩行障害の発現と共通の機序を有する可能性が指摘されている。これまでの認知障害との関連が指摘されている領域としては脳梁、上前頭回、前部帯状回を含む前頭葉内側部、線条体がある。MMSE、FAB、TMTのA課題、WAIS-Ⅲなどがよく特発性正常圧水頭症の評価で行われる。

### 排尿障害
特発性正常圧水頭症の排尿障害の特徴として過活動膀胱に伴う切迫性尿失禁が知られている。90.9%が尿もれ、74.5%が尿失禁を経験している。ウロダイナミクス検査は70％の患者で排尿筋過活動が観察され、膀胱容積は約200mlと成人の平均より大幅に小さく、最大流速の低下や残尿量の増加も指摘されている。特発性正常圧水頭症では排尿反射によって抑制的にコントロールする前頭葉機能の障害によって中枢型神経因性膀胱となり、排尿筋過活動が生じるという可能性が示唆される。一般的に認知症では機能性尿失禁と切迫性尿失禁が多いと言われている。正常圧水頭症においても過活動膀胱による切迫性尿失禁と機能性尿失禁が影響していると考えられている。

## 検査

### タップテスト
1回の腰椎穿刺で30～50ccの脳脊髄液を排除し、歩行障害、認知機能障害、排尿障害の症状の変化を観察する。
TUG（timed up and go test）
背もたれと肘掛けのついた椅子から3m離れた部位の床にビニールテープで印をつけ、椅子から立ち上がりビニールテープまで歩き、そこで方向転換し椅子まで戻り再び座るという一連の動作を行う時間を測定する。タップテストで10％以上の改善があれば陽性と判定する。

### 頭部MRI
Evans Index
Evans Indexは脳室の拡大の指標であり両側側脳室前角間最大幅/同一スライスでの頭蓋内腔最大幅であり、正常圧水頭症では0.3を超えることが多い。
DESH
DESH（disproportionately enlarged subarachonoid-space hydrocepalus）とは側脳室・シルビウス裂の拡大と高位円蓋部・正中部の脳溝・脳槽の狭小化の共存を指し、特発性正常圧水頭症の特徴的な画像所見と考えられている。もともとはKitagakiらが特発性正常圧水頭症患者の画像的特徴をMRI volumeryで検討したことにはじまる。。くも膜下腔での脳脊髄液吸収障害を示唆する画像所見と考えられている。高齢者の中には症状を示さないが頭部MRIでDESHを示す例が存在しAVIMとよぶ。その一部は数年後に症候性の特発性正常圧水頭症となることが報告されている。
脳梁角が90°以下
前交連-後交連面に垂直で後交連を通る冠状断面上左右脳梁がなす角度が90°以下になる。
ハミングバードサイン
進行性核上性麻痺でよく知られるハミングバードサインは特発性正常圧水頭症でも認められる。
MRHI
側脳室後角の最大径と頭蓋骨最大内径の比率を用いたMRHI（MR hydrocephalic index）で特発性正常圧水頭症と進行性核上性麻痺を鑑別できるという報告がある。

### DAT-SPECT
DAT-SPECTで脳室拡大によりDATの低下を示す例が報告されている。この報告ではシャント術でRI集積も改善した。

## 診断
診断基準は日本正常圧水頭症学会の診療ガイドラインに記載されている。年齢60歳以上でEvans Index＞0.3で特発性正常圧水頭症疑い（suspected iNPH）となる。さらに歩行障害、認知障害、尿失禁の3徴のうち1つ以上があり、他の疾患が否定的である場合を特発性正常圧水頭症の可能性がある（possible iNPH）という。CT/MRI画像上DESH所見を認め、歩行障害を認める場合もしくはタップテストで陽性の場合を確からしい特発性正常圧水頭症（probable iNPH）という。シャント術後に症状が改善した場合を確実な特発性正常圧水頭症（definite iNPH）という。
重症度してはiNPHGS(iNPH grading scale)が知られている。

## 治療法
脳脊髄液を脳室やクモ膜下腔から排出し、腹腔や心房内に導くチューブを植え込む手術であり、髄液シャント術が治療法である。チューブの起点と終点の選び方により、脳室-腹腔シャント(ventriculo-peritoneal;VP shunt)、脳室-心房シャント(ventriculo-atrial;VA shunt)、腰椎-腹腔シャント(lumbo-atrial;LP shunt)の3つの術式が主に行われている。また第三脳室底開窓術（ETV）も行われる。54名の正常圧水頭症がシャント術を受け、術後6ヶ月で3名に硬膜下血腫、1名にシャント感染、1名に創感染、1名に塞栓症が認められた。半年間で11％で合併症が生じていた。その後の日本の研究でも約3ヶ月で15％、約1年後で22％に重篤な合併症が生じている。重篤な合併症は硬膜下血腫やシャントチューブの移動や破裂、脳梗塞や髄膜炎が含まれた。このような結果からシャント術のリスクは高いという意見もある。日本正常圧水頭症学会の特発性正常圧水頭症（iNPH）と類似疾患との鑑別診断、および併存診断と治療、診療連携構築のための実践的手引き書では併存疾患があっても早期治療を推奨している。
シャント術以外に利尿薬や抗炎症薬、TRPV4チャネルアンタゴニストなど様々な薬物療法も検討されているが実用化されていない。

## トピックス

### 神経変性疾患との合併
特発性正常圧水頭症の多くは神経変性疾患を合併しており真の特発性正常圧水頭症は極めて稀と考えられている。神経変性疾患を背景とした水頭症はneurodegenerative NPHと呼ばれることがある。neurodegenerative NPHの例としてはアルツハイマー病やパーキンソン病や進行性核上性麻痺と特発性正常圧水頭症の合併がしばしば報告されている。アルツハイマー病と特発性正常圧水頭症の合併例でシャント術の効果が限定的で症状の改善が一時的になることからその他の神経変性疾患の合併がある場合も同様と考えられている。日本正常圧水頭症学会の特発性正常圧水頭症（iNPH）と類似疾患との鑑別診断、および併存診断と治療、診療連携構築のための実践的手引き書では併存疾患があっても早期治療を推奨している。

#### アルツハイマー病との合併
生前に特発性正常圧水頭症と診断されシャント術を施行したが最終的な病理診断がアルツハイマー病の報告例もある。特発性正常圧水頭症に特徴的なDESH所見をみとめ、シャント術が有効であった例の多くはアルツハイマー病を示す髄液所見を示していたという報告がある。

#### パーキンソン病との合併
パーキンソン病を合併する特発性正常圧水頭症ではシャント術の効果が一時的ではないという報告もある。

#### 進行性核上性麻痺との合併
東京医科歯科大学の横田らは進行性核上性麻痺では他の神経変性疾患と比較して特発性正常圧水頭症に類似する頭部MRI所見が有意に高いことを報告した。さらにこのような頭部MRI所見を有する進行性核上性麻痺患者の一群をPSP-H（PSP-hydrocephalus）と呼んだ。特発性正常圧水頭症の特徴を有する進行性核上性麻痺の一群をhydrocephalic presentation of PSPとよぶこともあるがPSP-Hと同様の概念と考えられる。また横田らは特発性正常圧水頭症群と進行性核上性麻痺群でタップテストの反応性に差を認められないことを示した。

### 特発性正常圧水頭症の存在の疑問視
特発性正常圧水頭症の存在自体を疑問視する意見もある。

## その他の正常圧水頭症
特発性正常圧水頭症以外にくも膜下出血や髄膜炎に続発する二次性正常圧水頭症（secondary normal pressure hydrocephalus）、先天的に脳室拡大を呈し、高齢となり正常圧水頭症の症候をみとめる先天性正常圧水頭症、家族性に発生する家族性正常圧水頭症が知られている。